# Juan Larrea (calciatore)
Juan Alberto Larrea (Lanús, 15 luglio 1993) è un calciatore argentino, centrocampista del Panthrakikos.

## Carriera
Ha giocato nella seconda divisione argentina.